# 山西刀削麵
山西刀削麵，是山西省居民日常飲食的主食之一，風味獨特，麵條全憑刀削，因而得名。與北京的打卤面、山东的伊府面、河南的魚焙麵、四川的担担面，合稱華北華中地區五大庶民麵食。

## 傳說
傳說蒙古人滅金以後，需要防止晉陝地區人民造反，大肆沒收各家各戶的金屬製品，規定每十戶只能共用一把廚刀。切菜時輪流使用，用畢則交還政府保管。
某天中午，有一老者發現一塊薄鐵皮丟在地上，靈機一動手持揉好的麵糰開始切片丟入滾燙的熱水烹煮。之後澆上滷汁，連聲稱讚。一傳十，十傳百，刀削麵就開始流行了。

## 做法
刀削麵材料為中筋麵粉400g、高筋麵粉100g、水210g、鹽5g，做法如下：
1. 傳統手工揉麵團；今人為求快速，把所有的材料放入料理機中，拌均勻從料理機中取出。
2. 煮滾一鍋水。
3. 削麵皮放入鍋，當刀削麵片煮熟之後，會浮上來，再撈起裝在碗內。
4. 放上配料、滷汁、準備好的湯頭。